# Мира Добрева
Мира Добрева е българска журналистка, телевизионна водеща.

## Биография
Родена е на 12 август 1972 г. в Златоград, но израства в село Старцево, Златоградско. Завършва Икономическия техникум в Смолян, а след това „Туризъм“ в Датския колеж, „Човешки ресурси“ в Университета за национално и световно стопанство. и „Телевизионна журналистика“ във ФЖМК към Софийския университет „Св. Климент Охридски“.
Целият творчески път на Мира Добрева преминава в полето на телевизионната журналистика. В началото на 1996 година постъпва на работа като репортер в информационната емисия „Календар“ в току-що стартиралата Нова телевизия. Две години по-късно е поканена да стане част от екипа на култовото за времето си предаване на БНТ „Добро утро“. Освен като репортер и редактор, скоро става водещ на рубриката „Любопитни новини“, а в някои от изданията на предаването се явява и като съводещ на Александър Авджиев. През 1999 г. Мира Добрева става част от екипа на „По света и у нас“. В следващите 4 години е репортер и водещ на кратките емисии новини. Междувременно е репортер в знаковите за БНТ предавания „Чай“, „Екип 4“, „Актуално“. Един от основните автори на репортажи за Българската Коледа. Репортер в социалния ресор на новините, автор на поредица документални филми за деца и хора  в бедстващо положение. Водеща на десетки политически, икономически и социални събития. През 2005 г. в един от първите големи успехи на България за песенния конкурс Евровизия, с песента „Вода“,  е избрана да съобщи решението на българските съдии. 10-годишната й кариера в Дирекция „Информация“ завършва през 2007 с проекта „Това е Европа“ – телевизионно предаване по случай приемането на България за страна-членка на Европейския съюз.
През 2011 година Мира Добрева се завръща в телевизионния ефир като автор, водещ и продуцент на предаването „Отблизо с Мира“. Във формата на проекта място намират десетки документални ленти, сред които поредицата „Железните хора“ (реж. Ж. Торнев), документалните филми „Първите“ - in memoriam за Желю и Мария Желеви (реж. Ж. Торнев), „Властелини на облаците“ за климатичните промени и възможностите на човек да влияе върху времето (реж. Ж. Торнев), „Димитровград, 70 години по-късно“ – за най-младия град в България (реж. Ж. Торнев), както и задълбочени изследвания по темите за различните малцинствени групи в България и на Балканите, обособоени в рубиките „Етносите на България“, „Столетниците на България“, „Умиращите занаяти на България“ и др.
През 2018 г. участва във „Вип Брадър“.
Два телевизионни сезона Мира Добрева е водеща на предаването „Питай БНТ“ на Обществената телевизия на България (2019-2021).
От септември 2021 г. тя е поканена отново за водещ и главен редактор на предаването, което е създала – ОТБЛИЗО с Мира, паралелно с това става лице на друг знаков за БНТ проект – „БНТ на 60“, в ролята на водещ и сценарист на предаването, също по Българската национална телевизия.
През 2020 г. Мира Добрева издава своята първа книга: „СТОЛЕТНИЦИТЕ – благословия или орисия“.

## Награди и отличия
Мира Добрева е носител на множество награди, сред които: два пъти Жена на годината, в категория „Телевизионна журналистика“ на списание „Грация“ (2005 г. и 2011 г.), „Най-чаровна телевизионна водеща“ на списание „Клуб М“ (2004).
Мира Добрева печели награда за най-стилна дама, била е и мис ТВ Чар. Печели и класацията на Life.dir.bg за най-секси ТВ водеща.
През 2006 г. е избрана от слушателите на радио „Атлантик“ за най-обичана жена на България.
За рубриката „Столетниците на България“, през 2015 година, Мира е наградена със специалната награда от Международния филмов фестивал „Наследство“.
С  призове в категория „Културно наследство и национални ценности“ и „Популяризиране на българската култура и история“, в две поредни години – 2013 и 2014, Мира Добрева е отличена и от Агенция за публични комуникации VIP Communication.
През 2016 г. предаването „Отблизо с Мира“ получава специалната награда на Съюза на българските журналисти в категория „Телевизионна журналистика“.
Мира Добрева е носител и на множество грамоти и отличия по отношение работата си през годините, сред които: Грамота за популяризиране на многодетния семеен модел в България от кампанията „Голямото семейство“ към Президентството на Република България, Грамоти от Фондация  „За нашите деца“ за принос към изграждането на приемната грижа в България, водещ на церемониите „Вечер на добродетелите“, Грамота от Асоциацията на денталните мениджъри в България за принос в повишаване денталната здравна култура на българина. Грамота от фондация „Искам бебе“ за съпричастност към каузата на фондацията „Повече българчета за България“.

## Личен живот
На 18 август 2007 г. Добрева сключва брак с режисьора на клипове и телевизионни предавания Жоро Торнев. Двамата имат син – Георги Торнев-младши. От първия си брак Мира има дъщеря на име Лора.

## Публични спорове
През октомври 2017 г. Мира Добрева обвинява Центъра за спешна медицинска помощ - София, че близо час линейка не се е отзовала на сигнал за припаднала гостенка на предаването „Отблизо“. Директорът на ЦСМП, д-р Георги Гелев, отрича твърденията на журналистката, твърдейки, че линейката е закъсняла не 50 минути, а само 6.
През септември 2021 г. Мира Добрева обявява, че стопаните на хижа „Рилски езера“ не са я допуснали вътре по време на буря заедно с кучето, което я е придружавало. Те от своя страна заявяват, че не са разрешили животното да влиза в столовата, но са им позволили да останат в скиорната.